# Loßkittel
Loßkittel ist ein Ortsteil der Gemeinde Much im Rhein-Sieg-Kreis. Der Ort wurde 1382 erstmals urkundlich erwähnt.

## Lage
Loßkittel liegt im Wahnbachtal südlich von Much. Nachbarorte sind Reichenstein im Norden sowie Roßbruch und Amtsknechtswahn im Süden. Loßkittel liegt an der Landesstraße 189.

## Geschichte
1901 wohnten in dem Gehöft 26 Einwohnern. Verzeichnet waren die Haushalte Auktionator Joh. Höfgen, Ackerer Joh. Josef Kleu, Näherin Anna Maria Manz, Ackerin Witwe Peter Sauer und Ackerer Peter Josef Willms.
Die Kreuzwegstationen Oligsberg stehen unter der Nr. 29 in der Liste der Baudenkmäler in Much.